# Вошберн (Ајова)
Вошберн (енгл. Washburn) насељено је место без административног статуса у америчкој савезној држави Ајова.

## Демографија
По попису из 2010. године број становника је 876.
| Група             | 2000.    | 2010.       |
| Белци             | 0 (0,0%) | 847 (96,7%) |
| Афроамериканци    | 0 (0,0%) | 6 (0,7%)    |
| Азијати           | 0 (0,0%) | 0 (0,0%)    |
| Хиспаноамериканци | 0 (0,0%) | 14 (1,6%)   |
| Укупно            | 0        | 876         |